# پرولین

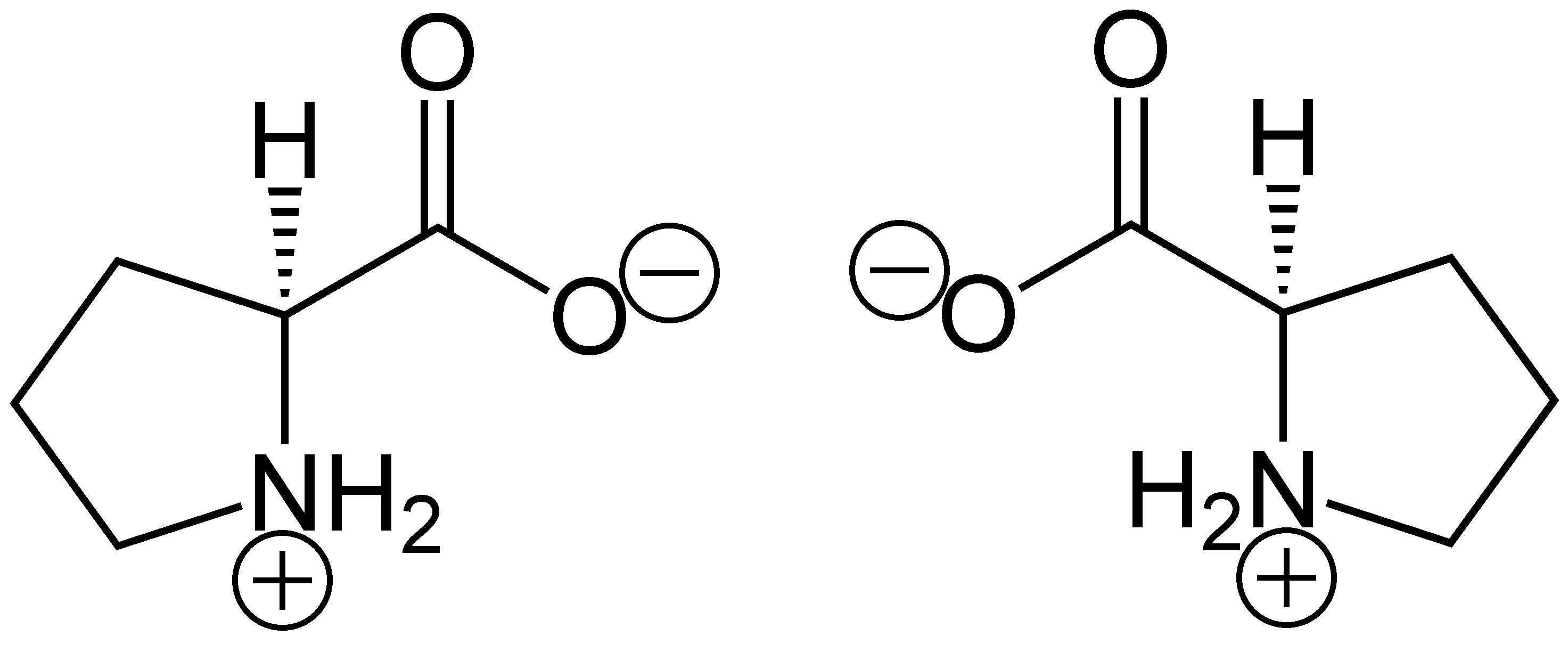
Zwitterionic structure of both proline enantiomers: (S)-proline (left) and (R)-proline

پرولین (به انگلیسی: Proline) با نماد Pro یا P و فرمول شیمیایی «C5H9NO2» یک ترکیب منحصر به فرد در ساختمان پروتئین‌ها است. گرچه این ماده به عنوان یکی از بیست اسید آمینه‌ی اصلی تشکیل دهندهٔ ساختمان پروتئین‌ها شناخته می‌شود، ولی واقعیت آن است که پرولین یک ایمینواسید می‌باشد. همچنین تنها اسید آمینه‌ای است که گروه α-آمینوی آن علاوه بر اتصال به کربن α به زنجیره جانبی آن نیز متصل است  بنابر این گروهα آمین یک نوع آمین نوع دوم است؛ پرولین به‌عنوان یک α-ایمینواسید طبقه‌بندی می‌شود و تشکیل حلقه آلیفاتیک پنج ضلعی را میدهد. کدهای ژنتیکی پرولین عبارتند از: CCU، CCC، CCA، CCG.
این ترکیب دو ایزومر فضایی S و R دارد که فرم S آن فراوانتر است.
در واقع به جز پرولین، همه اسیدهای آمینه در مولکول خود یک گروه آمینی و کربوکسیلی دارند که به واسطه اتصال به کربن آلفا α- اسید آمینه خوانده می‌شود.

## پرولین در گیاهان
پرولین در گیاهان اغلب نقش تسهیل کننده اثر تنش ها را عهده‌دار است. به عنوان مثال، توانایی پرولین در کاهش اثرات منفی تنش شوری بارها آزمایش و گزارش شده‌است. همچنین، گزارش شده‌است که این اسید آمینه در کشت بافت گیاهان بسیار سودمند است. فایده افزودن پرولین به محیط کشت گیاهان به نحوی است که، در قیاس با سایر اسید آمینه‌ها، موجب رشد سالمتر و مطلوبتر بافت در معرض تنش می‌شود.

پرولین در آبزیان
اسید آمینه پرولین در آبزیان مانند ماهی سوف ، قزل آلا ، اردک ماهی ، کپور و حتی ماهیان اب شور به عنوان محرک جهت بلعیدن طعمه مورد استفاده قرار میگیرد. 